# Arthur Join-Lambert
Pour les articles homonymes, voir Join-Lambert.
Arthur Louis Hyppolite Join-Lambert, né le 4 octobre 1839 à Elbeuf-sur-Seine et mort 17 septembre 1917 au château de Livet-sur-Authou, est un historien français.

## Biographie
Arthur Join-Lambert est le fils de  Bernard Join-Lambert, maître teinturier à Elbeuf et colonel de la Garde nationale, le neveu de l'abbé Joseph-Hippolyte Join-Lambert et le petit-fils de Jean-Baptiste Rondeaux.
Venu s’établir dans l’Eure, après son mariage en 1869, Join-Lambert démissionna de ses fonctions d'auditeur au Conseil d'État afin se consacrer à la gestion de sa propriété de Livet-sur-Authou.
Il est l’auteur de plusieurs études locales. Sa riche bibliothèque a été léguée à l’abbaye du Bec, où elle est répertoriée comme fonds.
Engagé en politique locale sous la bannière orléaniste, il fut conseiller général de l’Eure pour le canton de Brionne pendant 50 ans à partir de 1866. Il fut aussi, dès 1865, conseiller municipal de Saint-Étienne-du-Rouvray.
Le 27 mai 1869, il achète les ruines du château de Brionne, puis les donne à la ville de Brionne le même jour.
Marié à Marguerite Lefebvre, fille du banquier Francis Lefebvre, petite-fille de Jacques Lefebvre et d'Eugène Gaillard, il est le père d'André Join-Lambert et d'Octave Join-Lambert.

## Publications

### Monographies
- La Quotité disponible, Paris, 1866, 45 p.
- De la nécessité d’une deuxième chambre, Évreux, Ed. Libraire Blot, 1871.
- Entretien d’un maire et d’un électeur, Brionne, Imprimerie et Librairie Daufresne, 1876.
- Le Château de Kermelin. Ses habitants et son mobilier, Évreux, Imp. Charles Hérissey 1886, 140 p.
- Du Buisson-Aubenay: 1590–1652, Bernay, impr. de Mlles J. et A. Lefevre, 1889, 40 p.
- Londres et les Anglais en 1771 d’après... MM. R. de Sétry et de Montbray. Paris–Auteuil, Impr. des apprentis orphelins, 1890, 52 p.
- Un vicomte de Briosne, conférencier et théologien à Elbeuf en 1660. (Mathieu Du Pont). Brionne, Imp. Emile Amelot, 1891, 45 p.
- Le mariage de madame Roland. Trois années de correspondance amoureuse, 1777–1780, Paris, Plon, 1896.
- Chansonnier normand. Préface de Joseph L'Hopital, table historique de Arthur Join-Lambert, décoration d’Adolphe Giraldon, Paris, 1905.

### Articles, préface, rapports, notices
- « Un Concordat au XIIe siècle. Luttes de Saint Anselme contre deux rois d’Angleterre », Revue de France (1879), 42 p.
- La Levée calcinée de Freneuse, Brionne, 1883.
- « Les Inscriptions ... de l’église de Saint-Grégoire-du-Vièvre », Revue archéologique... (1888).
- Rapport sur les concours de Taureaux cantonaux et d’arrondissement. Brionne, 1888, 9 p.
- La Société française d’archéologie au Bec–Hellouin..., Brionne, 1889.
- Les Lignes du chemin de fer du Lieuvin. Éditeur E. Amelot, 1893, 15 p.
- Note sur un retable de l’église de Rôtes [lue à la société libre de l’Eure]. 1896, 6 p.
- Berthouville. Nouvelles recherches, Brionne, 1896, 15 p.
- Les illustrations archéologiques. À propos de deux publications normandes. Sotteville-les-Rouen, 1897, 7 p.
- Préface [et Notice sur les variantes manuscrites et sur les corrections de Gustave Flaubert], dans Louis Bouilhet, Melænis [Évreux : Hérissey]: Société normande du livre illustré, 1900.
- La Marseillaise normande 1793. [pour la société normande du livre illustré, extrait du Chansonnier Normand] 1906, 4 p.

## Sources
- Noémi-Noire Oursel, Nouvelle biographie normande, Paris 1886. t. 1. p. 545, p. 358-9.
- Louis Régnier, Les Travaux de M. Join-Lambert. Et discours prononcés aux obsèques de M. Join-Lambert, Évreux 1918, 43 p. [Extrait du Recueil de la Société libre d’Agriculture, Sciences, Art et Belles-Lettres de l’Eure 7/5 (1917)] Avec portrait.
- Bulletin de la Société des antiquaires de France (1918) 76–77.
- Michel Nortier, Dictionnaire de biographie française, t. 18, 1994, p. 709-10.
- Voir la notice Join-Lambert (famille).